# Herman Tuvesson
Herman Tuvesson (* 21. Oktober 1902 in Vankiva, Hässleholm; † 2. Februar 1995 in Bjärnum, Hässleholm) war ein schwedischer Ringer. Er war mehrfacher Europameister.

## Werdegang
Herman Tuvesson stammt aus der schwedischen Kleinstadt Bjärnum und erlernte dort den Beruf eines Tischlers. Als Jugendlicher trat er in den dortigen Ringerverein Bjärnums GIF ein und entwickelte sich zu einem hervorragenden Ringer im Bantamgewicht, der den griechisch-römischen Stil bevorzugte, aber auch im freien Stil antrat.
Im Jahr 1930 wurde er erstmals schwedischer Meister im griechisch-römischen Stil und gab auch im gleichen Jahr seinen Einstand auf der internationalen Ringermatte. Bei der Europameisterschaft in Stockholm gewann er auf Anhieb mit fünf überlegenen Siegen den Titel im Bantamgewicht, griechisch-römischer Stil. Sein Meisterstück lieferte Herman bei der Europameisterschaft 1931 in Prag. Mit fünf Schultersiegen, darunter auch einem über den Olympiasieger von 1928 Kurt Leucht aus Deutschland, wurde er ohne einen einzigen Fehlpunkt erneut Europameister im Bantamgewicht, griechisch-römischer Stil.
Als Favorit reiste Herman deshalb zu den Olympischen Spielen 1932 nach Los Angeles. Nach zwei Punktsiegen unterlag er dabei aber in der 3. Runde gegen Jakob Brendel aus Nürnberg, den er bei einem Länderkampf kurz vor der Abreise nach Los Angeles in Stockholm noch klar nach Punkten besiegt hatte und musste ohne Medaille ausscheiden.
Bei der Europameisterschaft 1933 in Helsinki unterlag Herman gegen den Ungarn Ödön Zombori, nachdem er vorher Olympiasieger Jakob Brendel besiegt hatte und wurde Vizeeuropameister. Seinen dritten Europameistertitel gewann Herman Tuvesson bei der Europameisterschaft 1934 in Rom. Er war fast so überlegen wie 1931, feierte sechs Siege, davon vier Schultersiege, und revanchierte sich an Ödön Zombori für die Niederlage aus dem Vorjahr. Im gleichen Jahr startete Herman in Stockholm auch erstmals bei der Europameisterschaft im freien Stil und belegte hinter Márton Lőrincz aus Ungarn und Hermann Fischer aus Deutschland den dritten Platz.
1935 gewann Herman in Kopenhagen seinen vierten EM-Titel im griechisch-römischen Stil. Durch ein gutes Los brauchte er dazu nur drei Siege.
1936 trat Herman bei den Olympischen Spielen in Berlin im freien Stil an, weil er die schwedische Olympiaausscheidung im griechisch-römischen Stil gegen Egon Svensson verloren hatte. Herman gewann seine ersten vier Kämpfe, verlor aber in der 5. Runde gegen den US-Amerikaner Ross Flood und musste, wie schon vier Jahre vorher, ohne Medaille ausscheiden, obwohl unter den von ihm besiegten Ringern auch der spätere Olympiasieger Ödön Zombori war.
Trotz dieser Enttäuschung war Herman auch bei der Europameisterschaft 1937 im freien Stil in München wieder am Start und gewann zum Abschluss seiner großen Karriere hinter seinem alten Rivalen Jakob Brendel noch einmal den Vizeeuropameistertitel.
Herman Tuvesson war in den 1930er Jahren vielleicht der beste Bantamgewichtsringer der Welt, dem es aber in seiner großen Karriere nie gelang eine Olympiamedaille zu gewinnen.
Die Ergebnisse der internationalen Meisterschaften, an denen er teilnahm, sind aus dem folgenden Abschnitt zu ersehen.

## Internationale Meisterschaften
(OS = Olympische Spiele, EM = Europameisterschaft, GR = griechisch-römischer Stil, F = Freistil, Ba = Bantamgewicht, Fe = Federgewicht, damals bis 56 kg bzw. 61 kg Körpergewicht)
- 1930, 1. Platz, EM in Stockholm, GR, Ba, mit Siegen über Ferdinand Pytela, Österreich, Urho Pappinen, Finnland, László Szekfű, Ungarn, Antonín Nič, Tschechoslowakei und Jakob Brendel, Deutschland;
- 1931, 1. Platz, EM in Prag, GR, Ba, mit Siegen über Antonín Nič, Karlo Toth, Jugoslawien, Johan Pontson, Estland, Marcello Nizzola, Italien und Kurt Leucht, Deutschland;
- 1931, 2. Platz, Intern. Turnier in Malmö, GR, Fe, hinter Göte Persson u. vor Stig Persson, bde. Schweden;
- 1932, 4. Platz, OS in Los Angeles, GR, Ba, mit Siegen über Aatos Jaskari, Finnland und Louis Francois, Frankreich und einer Niederlage gegen Jakob Brendel;
- 1932, 1. Platz, Turnier in Stockholm, GR, Ba, vor Aatos Jaskari und Samuel, Schweden;
- 1933, 2. Platz, EM in Helsinki, GR, Ba, mit Siegen über Antonín Nič und Jakob Brendel und einer Niederlage gegen Ödön Zombori, Ungarn;
- 1934, 1. Platz, EM in Rom, GR, Ba, mit Siegen über Esko Hjelt, Finnland, Ruda, Polen, Adolphe Lamont, Belgien, Ion Horvath, Rumänien, Justin Gehring, Deutschland und Ödön Zombori;
- 1934, 3. Platz, EM in Stockholm, F, Ba, nach Niederlagen gegen Hermann Fischer, Deutschland und Márton Lőrincz, Ungarn;
- 1935, 1. Platz, EM in Kopenhagen, GR, Ba, mit Siegen über Robert Voigt, Dänemark, Willi Möchel, Deutschland und Antonín Nič;
- 1936, 4. Platz, OS in Berlin, F, Ba, mit Siegen über Aatos Jaskari, Cesar Gaudard, Schweiz, Johannes Herbert, Deutschland und Ödön Zombori und einer Niederlage gegen Ross Flood, USA;
- 1937, 2. Platz, EM in München, F, Ba, mit Siegen über Miliam Maunala, Finnland, Stefan Toth, Ungarn, Marcello Nizzola und einer Niederlage gegen Jakob Brendel

## Schwedische Meisterschaften
Herman Tuvesson wurde von 1930 bis 1934 fünfmal in Folge schwedischer Meister im griechisch-römischen Stil im Bantamgewicht.